# Taharana spiculata
Taharana spiculata är en insektsart som beskrevs av Nielson 1982. Taharana spiculata ingår i släktet Taharana och familjen dvärgstritar. Inga underarter finns listade i Catalogue of Life.